# Repton, Alabama
Repton là một thị trấn thuộc quận Conecuh, tiểu bang Alabama, Hoa Kỳ. Dân số năm 2009 là 300 người, mật độ đạt 121 người/km².